# Khairallah Talfah
Khairallah Talfah   (Al-Awja, 1919 - Bagdad, 20 d'abril de 1993), també conegut com Khayr-Allah Telfah, Tolfah o Tilfah, fou un funcionari iraquià, membre del Partit Baas, i oncle matern i sogre de Saddam Hussein. Va ser el pare de Sajida Talfah, la primera esposa de Saddam, i d'Adnan Khairallah, ministre de defensa. Saddam va nomenar Khairallah Talfah alcalde de Bagdad, però es va veure obligat a destituir-lo del seu càrrec a causa de la corrupció.

## Naixement
Khairallah va néixer el 1919 al poble d'Al-Awja, 5 km al sud de Tikrit, i llavors part del vilayet otomà de Bagdad. Era net de Musalat ibn Omar Bey III al-Bu Nasir, líder tribal i màrtir de la resistència antiotomana.

## Carrera
Khairallah, un mestre i nacionalista àrab, era membre de la societat al-Jawwal. Va participar com a oficial de l'exèrcit iraquià a la revolta de l'exèrcit del 1941 dirigida per Rashid 'Ali Al-Gaylani contra la institució reial iraquiana recolzada per les forces britàniques ocupants. La revolta no va aconseguir cap canvi important, amb els britànics enviant una força que va ocupar el país i va reinstal·lar l'enderrocat regent pro-britànic Abd al-Ilah. Molts soldats iraquians que havien participat a la revolta van ser indultats, mantenint en gran manera els seus rangs i posicions militars. Khairallah va ser expulsat de l'exèrcit i va passar sis anys a la presó per la seva participació en la revolta.
Més tard jugaria un paper en la fundació de l'anti-britànic i nacionalista àrab Partit de la Independència Iraqui. Va ser alliberat de presó el 1947. Després del seu alliberament, va tornar a Tikrit, on el seu nebot Saddam Hussein es va mudar amb ell i va començar a anar a l'escola. Saddam havia viscut anteriorment amb Khairallah abans del cop del 1941 i la guerra posterior, però s'havia mudat de nou amb els seus pares durant l'empresonament de Khairallah. A diferència de Khairallah, la mare i el padrastre de Saddam el van colpejar i li van impedir rebre educació.
Es va convertir en governador de Bagdad el 1958, es va convertir en membre del Consell de Recerca Científica i d'Educació Superior el 1972 i es va exercir com a cap de la Junta de Servei Civil del 1973 al 1982.
Es va convertir en president de l'Associació de Guerrers Veterans جمعية المحاربين القدماء després que el partit Baaz prengués el poder el 1968.
Va acumular una quantitat considerable de riquesa usant la seva influència com a familiar proper tant d'Ahmad Hassan al-Bakr com de Saddam Hussein. Va formar una organització minorista i immòbiliaria, la Societat Khairallah Talfah (àrab: جمعية خير الله طلفاح). Un dels principals mètodes de generació de diners de la societat va ser comprar terres de cultiu sense valor als afores de les ciutats on la terra residencial era molt escassa, dividir les terres de cultiu en milers de lots residencials, després vendre els lots a la gent i obtenir grans guanys com a resultat, les parceles generalment es venien membres de l'exèrcit, policies, mestres i altres treballadors del govern.
Va dirigir la Societat de Veterans de Guerra (Guerrers Veterans o la Societat Khairallah Talfah, جمعية خير الله طلفاح com se li deia comunament). Amb l'enorme escassetat de gairebé tots els béns de consum poc després que el Partit Baath assumís el poder el 17 de juliol de 1968, la Societat Khairallah Talfah جمعية خير الله طلفاح va importar béns a ratios de dinar/dòlar que estaven fortament subsidiats i després va fer uns guanys considerables venent aquests mateixos béns a persones que en necessitaven.

## Idees, salut i vida personal
Quan es va convertir en alcalde de Bagdad a principis de la dècada de 1970, va descurar l'exercici dels seus altres deures perquè es preocupava per imposar les seves normes personals de «moralitat» i «comportament correcte a altres persones». Va ordenar al servei de seguretat i a la policia que pintessin amb aerosol les cames de qualsevol dona que fos sorpresa amb faldilles curtes, i també els va ordenar esquinçar els pantalons acampanats que feien servir tots els homes i dones. Aquests pantalons estaven de moda en aquell moment. Aquestes accions contra qualsevol tendència contemporània «occidentalitzada» només van durar unes quantes setmanes perquè van acabar abruptament, probablement quan va intervenir el vicepresident Saddam Hussein. Aquestes modes es van estendre posteriorment per tot el país i fins i tot els mateixos fills i filles de Khairallah les van gaudir.
Poc abans de la seva mort, li van amputar una cama, o les dues, perquè patia diabetis.

## Família
Se sabia que els seus fills i filles es comportaven com a miniatures del seu pare. Es va al·legar que podien ser força desagradables amb les persones, esperant que els altres mostressin obediència, deferència i reconeguessin la seva superioritat.
La seva filla Ilham إلهام (nascuda el 1955 i després morta de càncer) va ser educada a la famosa i estricta escola de nenes del convent cristià de Rahibat Al-Taqdomah مدرسة راهبات التقدمة. Ilham era germanastra de Sajida (esposa de Saddam) i Adnan Khairallah (ministre de Defensa).
Les filles del president Ahmad Hassan al-Bakr estaven en aquesta escola abans d'Ilham. Se sabia que les filles d'Al-Bakr s'havien comportat molt bé, barrejant-se a la perfecció amb tots els altres i sense mostrar res de la superioritat i l'arrogància que esdevingué el comportament habitual de la filla de Khairallah Talfah, Ilham. S'informa que Ilham no va estar d'acord amb una nena kurda en una lliçó d'educació religiosa; després, el servei secret, enviat pel seu pare Khairallah l'endemà al matí, va arrestar la jove que, segons els informes, va ser alliberada després d'uns dies, però mai va tornar a l'escola. Segons els informes, Ilham va dir que havia de fer que l'arrestessin per donar-li una bona lliçó a ella i a qualsevol altra persona que s'atrevís a «comportar-se de manera inapropiada».
Ilham es va casar amb el fill d'Ahmad Hassan al-Bakr, només per divorciar-se d'ell tan aviat com Saddam va prendre el poder d'al-Bakr, suposadament a través de la influència del seu pare Khairallah. Ilham després es va casar amb Watban وطبان, el germanastre de Saddam.
El fill de Khairallah Talfah, Lou'ay لؤي, va rebre un tret amb una pistola el 1983 mentre es trobava al centre turístic de Habbaniya. La bala li va fracturar el fèmur i aquella mateixa nit es va fer una cirurgia d'emergència per reparar la fractura amb una placa i cargols a l'Hospital Militar Rasheed de Bagdad. Es va recuperar completament després d´una estada d´unes setmanes a la sala de fractures d´oficials de l'Hospital Militar Rasheed. La cirurgia va ser realitzada pel doctor general de divisió Moflih Al-Dulaimi. Les circumstàncies del tiroteig no estaven clares, però va afirmar que havia estat un xut accidental mentre netejava l?arma. No obstant això, no es va informar que els cirurgians observessin ferides de pólvora وشم بارودي a la ferida d'entrada. Això vol dir que és poc probable que l'arma s'hagi disparat a menys de 90 cm dels ferits i, per tant, no podria haver estat autoinfligit.

### Llaços familiars
Tenia forts llaços familiars amb les més altes figures del poder iraquià:
- Era el cunyat de Ali Hassan al-Majid (Khairallah estava casat amb la germana d'Ali, Fàtima).
- La seva filla Ilham es va casar amb Haytham (el fill gran d'Al-Bakr), només per divorciar-se quan Al-Bakr va perdre el poder davant Saddam Hussein i després es va casar amb Watban (el mig germà de Saddam).
- Era oncle de Saddam Hussein (la mare de Saddam era la seva germana Sabha).[9]
- Era el sogre de Saddam (Saddam Hussein estava casat amb la filla de Khairiallah, Sajida).